# Cassi
I Cassi furono una delle cinque tribù incontrate da Gaio Giulio Cesare durante la seconda spedizione in Britannia nel 55 a.C., quando attraversò il Tamigi a Kew.  
Gli archeologi Graham Webster e Barry W. Cunliffe concordano sull'impossibilità di sapere molto su di loro, ma si suppone che tra la seconda spedizione di Cesare (54 a.C.) e quella di Claudio nel 43 d.C. i Cassi si siano uniti con i vicini Ancaliti e Bibroci per formare i Catuvellauni; lo stesso Cassivellauno potrebbe essere un membro della tribù dei Cassi.